# استنساخ رقمي
الاستنساخ الرقمي (بالإنجليزية: Digital cloning) هو تقنية ناشئة تتضمن خوارزميات التعلم العميق، والتي تسمح بالتلاعب بالصوت والصور ومقاطع الفيديو الموجودة حاليًا والتي تتميز بالواقعية المفرطة. أحد تأثيرات هذه التكنولوجيا هو أن مقاطع الفيديو والصور شديدة الواقعية تجعل من الصعب على العين البشرية التمييز بين ما هو حقيقي وما هو مزيف. وعلاوة على ذلك، ومع قيام العديد من الشركات بإتاحة مثل هذه التقنيات للجمهور، فإنها يمكن أن تجلب فوائد مختلفة فضلاً عن المخاوف القانونية والأخلاقية المحتملة.
يمكن تصنيف الاستنساخ الرقمي إلى استنساخ سمعي بصري (AV)، واستنساخ الذاكرة، واستنساخ الشخصية، واستنساخ سلوك المستهلك. في السمعي البصري (AV)، يمكن استخدام إنشاء نسخة رقمية مستنسخة من الأصل الرقمي أو غير الرقمي، على سبيل المثال، لإنشاء صورة مزيفة أو صورة رمزية أو مقطع فيديو أو صوت مزيف لشخص لا يمكن تمييزه بسهولة عن الشخص الحقيقي الذي يُفترض أنه يمثله. إن استنساخ الذاكرة والشخصية مثل استنساخ العقل هو في الأساس نسخة رقمية من عقل الشخص. استنساخ سلوك المستهلك هو عبارة عن ملف تعريفي أو مجموعة من العملاء استنادًا إلى التركيبة السكانية.
صاغ تروبي وبراون مصطلح «استنساخ الفكر الرقمي» للإشارة إلى تطور الاستنساخ الرقمي إلى استنساخ رقمي شخصي أكثر تقدمًا يتكون من «نسخة طبق الأصل من جميع البيانات والسلوكيات المعروفة لشخص حي معين، وتسجيل اختياراته وتفضيلاته واتجاهاته السلوكية وعمليات صنع القرار في الوقت الفعلي».
أصبح الاستنساخ الرقمي شائعًا لأول مرة في صناعة الترفيه. نشأت فكرة الاستنساخ الرقمي من قيام شركات الأفلام بإنشاء ممثلين افتراضيين [الإنجليزية]
 لممثلين متوفين. عندما يموت الممثلون أثناء إنتاج فيلم، يمكن إنشاء نسخة رقمية للممثل باستخدام لقطات سابقة وصور وتسجيلات صوتية لمحاكاة الشخص الحقيقي من أجل مواصلة إنتاج الفيلم.
لقد سمح الذكاء الاصطناعي الحديث بإنشاء مقاطع فيديو مزيفة. يتضمن ذلك التلاعب بمقطع فيديو إلى الحد الذي يجعل الشخص الذي يظهر في الفيديو يقول أو يقوم بأفعال ربما لم يوافق عليها. في أبريل 2018، أصدر موقع بزفيد مقطع فيديو مزيفًا لجوردان بيل، والذي تم التلاعب به لتصوير الرئيس السابق باراك أوباما، وهو يدلي بتصريحات لم يصدرها علنًا من قبل لتحذير الجمهور من المخاطر المحتملة للتزييف العميق.
بالإضافة إلى تقنية التزييف العميق، تسمح شركات مثل إنتليتار الآن بإنشاء نسخة رقمية لأنفسهم بسهولة من خلال تغذية سلسلة من الصور والتسجيلات الصوتية. يؤدي هذا في الأساس إلى إنشاء الخلود الرقمي [الإنجليزية]
، مما يسمح للأحباء بالتفاعل مع تمثيلات أولئك الذين ماتوا. لا يسمح الاستنساخ الرقمي بإحياء ذكرى أحبائك رقميًا فحسب، بل يمكن استخدامه أيضًا لإنشاء تمثيلات لشخصيات تاريخية واستخدامها في بيئة تعليمية.
مع تطور التكنولوجيا المختلفة، كما ذكرنا أعلاه، تنشأ العديد من المخاوف، بما في ذلك سرقة الهوية، وانتهاكات البيانات، وغيرها من المخاوف الأخلاقية. إحدى المشكلات المتعلقة بالاستنساخ الرقمي هي عدم وجود تشريعات لحماية الضحايا المحتملين من هذه المشاكل المحتملة.

## تكنولوجيا

### منصات الصور الرمزية الذكية (IAP)
يمكن تعريف منصة الصورة الرمزية الذكية (IAP) على أنها منصة عبر الإنترنت مدعومة بالذكاء الاصطناعي والتي تسمح للشخص بإنشاء نسخة طبق الأصل من نفسه. يجب على الفرد تدريب استنساخه على التصرف والتحدث مثل نفسه من خلال تغذية الخوارزمية بالعديد من التسجيلات الصوتية ومقاطع الفيديو لنفسه. في الأساس، يتم تسويق المنصات كمكان حيث "يعيش المرء إلى الأبد"، حيث يتمكن من التفاعل مع الصور الرمزية الأخرى على نفس المنصة. لقد أصبح منصات الصور الرمزية الذكية بمثابة منصة يمكن من خلالها تحقيق الخلود الرقمي [الإنجليزية]
، إلى جانب الحفاظ على شجرة العائلة والإرث للأجيال القادمة.
من أمثلة تطبيقات الشراء داخل التطبيق إنتليتار وEterni.me. ورغم أن معظم هذه الشركات لا تزال في مراحل تطويرها، إلا أنها تسعى جميعها إلى تحقيق الهدف نفسه، وهو تمكين المستخدم من إنشاء نسخة طبق الأصل منه لتخزين كل ما يخطر بباله في الفضاء الإلكتروني. يتضمن بعضها إصدارًا مجانيًا، والذي يسمح للمستخدم فقط باختيار الصورة الرمزية الخاصة به من مجموعة معينة من الصور والصوت. ومع ذلك، مع الإعداد المتميز، ستطلب هذه الشركات من المستخدم تحميل صور ومقاطع فيديو وتسجيلات صوتية لأحدهم لتشكيل نسخة واقعية من نفسه. بالإضافة إلى ذلك، ولضمان أن يكون الاستنساخ قريبًا قدر الإمكان من الشخص الأصلي، تشجع الشركات أيضًا التفاعل مع استنساخها الخاص من خلال الدردشة والإجابة على الأسئلة لهم. وهذا يسمح للخوارزمية بتعلم إدراك الشخص الأصلي وتطبيقه على الاستنساخ. أغلقت شركة إنتليتار أبوابها في عام 2012 بسبب معارك الملكية الفكرية المتعلقة بالتكنولوجيا التي استخدمتها.
تشمل المخاوف المحتملة المتعلقة بالتسوق داخل التطبيق احتمال حدوث خروقات للبيانات وعدم الحصول على موافقة المتوفى. يجب أن يكون لدى منصات الصور الرمزية الذكية أساس قوي ومسؤولية ضد خروقات البيانات والقرصنة من أجل حماية المعلومات الشخصية للموتى، والتي يمكن أن تشمل التسجيل الصوتي والصور والرسائل. بالإضافة إلى خطر انتهاك الخصوصية الشخصية، هناك أيضًا خطر انتهاك خصوصية المتوفى. على الرغم من أنه يمكن لأي شخص الموافقة على إنشاء نسخة رقمية لنفسه قبل وفاته الجسدية، إلا أنه غير قادر على الموافقة على الإجراءات التي قد تتخذها النسخة الرقمية.

### تزييف عميق
كما هو موضح سابقًا، فإن التزييف العميق هو شكل من أشكال التلاعب بالفيديو حيث يمكن للمرء تغيير الأشخاص الحاضرين من خلال إدخال صور مختلفة لشخص معين يريده. علاوة على ذلك، يمكنك أيضًا تغيير الصوت والكلمات التي يقولها الشخص في الفيديو ببساطة عن طريق إرسال سلسلة من التسجيلات الصوتية للشخص الجديد تستمر لمدة دقيقة أو دقيقتين. في عام 2018، تم إصدار تطبيق جديد يسمى فايك آب (بالإنجليزية: FakeApp)، مما يسمح للجمهور بالوصول بسهولة إلى هذه التقنية لإنشاء مقاطع فيديو. تم استخدام هذا التطبيق أيضًا لإنشاء فيديو بزفيد للرئيس السابق باراك أوباما. باستخدام تقنية التزييف العميق، يمكن للصناعات خفض تكلفة توظيف الممثلين أو العارضين للأفلام والإعلانات من خلال إنشاء مقاطع فيديو وأفلام بكفاءة وبتكلفة منخفضة فقط عن طريق جمع سلسلة من الصور والتسجيلات الصوتية بموافقة الفرد.
من بين المخاوف المحتملة بشأن التزييف العميق هو أنه يتم منح حق الوصول إلى أي شخص تقريبًا يقوم بتنزيل التطبيقات المختلفة التي تقدم نفس الخدمة. مع قدرة أي شخص على الوصول إلى هذه الأداة، قد يستخدمها البعض بشكل خبيث لإنشاء مقاطع فيديو إباحية انتقامية ومقاطع فيديو تلاعبية لمسؤولين حكوميين يصدرون تصريحات لن يقولوها أبدًا في الحياة الواقعية. وهذا لا يشكل انتهاكًا لخصوصية الفرد في الفيديو فحسب، بل يثير أيضًا العديد من المخاوف الأخلاقية.

### استنساخ الصوت
استنساخ الصوت هو حالة من أساليب التزييف الصوتي العميق التي تستخدم الذكاء الاصطناعي لإنشاء نسخة طبق الأصل من صوت الشخص. يتضمن استنساخ الصوت خوارزمية تعلم عميق تأخذ تسجيلات صوتية لشخص ما ويمكنها تجميع مثل هذا الصوت إلى الحد الذي يمكنه فيه تكرار صوت بشري بدقة كبيرة من حيث النغمة والتشابه.
تتطلب عملية استنساخ الصوت أجهزة كمبيوتر عالية الأداء. عادةً ما تتم العمليات الحسابية باستخدام وحدة معالجة الرسومات (GPU)، ويتم اللجوء في كثير من الأحيان إلى الحوسبة السحابية، نظرًا للكم الهائل من الحسابات المطلوبة.
يتعين إدخال البيانات الصوتية للتدريب في نموذج الذكاء الاصطناعي. وهذه غالبًا ما تكون تسجيلات أصلية توفر مثالًا لصوت الشخص المعني. يمكن للذكاء الاصطناعي استخدام هذه البيانات لإنشاء صوت أصيل، يمكنه إعادة إنتاج أي شيء مكتوب، ويسمى تحويل النص إلى كلام، أو منطوق، ويسمى تحويل الكلام إلى كلام.
تُثير هذه التقنية قلق الكثيرين نظرًا لتأثيرها على قضايا مُختلفة، من الخطاب السياسي إلى سيادة القانون. وقد ظهرت بالفعل بعض علامات الإنذار المُبكرة في شكل عمليات احتيال هاتفية. ومقاطع فيديو مزيفة على وسائل التواصل الاجتماعي لأشخاص يقومون بأشياء لم يفعلوها أبدًا.
يمكن تطبيق الحماية من هذه التهديدات بشكل أساسي بطريقتين. الأولى هي ابتكار طريقة لتحليل أو كشف صحة الفيديو. لا شك أن هذا النهج سيُحقق مكاسب كبيرة، إذ تتغلب المولدات المتطورة باستمرار على هذه الكاشفات. أما الطريقة الثانية، فقد تتمثل في تضمين معلومات الإنشاء والتعديل في برمجيات أو أجهزة. قد يعمل هذا فقط إذا كانت البيانات غير قابلة للتحرير، ولكن الفكرة هي إنشاء علامة مائية غير مسموعة تعمل كمصدر للحقيقة. بمعنى آخر، يمكننا أن نعرف ما إذا كان الفيديو أصليًا من خلال رؤية مكان تصويره وإنتاجه وتحريره وما إلى ذلك.
15.ai — تطبيق ويب مجاني غير تجاري بدأ كدليل على مفهوم ديمقراطية التمثيل الصوتي والدبلجة باستخدام التكنولوجيا — يمنح الجمهور إمكانية الوصول إلى هذه التكنولوجيا. لقد أشاد المستخدمون بطبيعتها المجانية وغير التجارية (مع الشرط الوحيد وهو أن يتم اعتماد المشروع بشكل صحيح عند استخدامه)، وسهولة الاستخدام، والتحسينات الجوهرية في تنفيذات تحويل النص إلى كلام الحالية؛ ومع ذلك، فقد شكك بعض النقاد وممثلي الصوت في قانونية وأخلاقية ترك مثل هذه التكنولوجيا متاحة للجمهور ويمكن الوصول إليها بسهولة.
على الرغم من أن هذا التطبيق لا يزال في مرحلة التطوير، إلا أنه يتطور بسرعة حيث تستثمر شركات التكنولوجيا الكبرى، مثل جوجل وأمازون، مبالغ ضخمة من المال من أجل التطوير.
تتضمن بعض الاستخدامات الإيجابية لاستنساخ الصوت القدرة على تجميع ملايين الكتب الصوتية دون استخدام العمالة البشرية. كما تم استخدام استنساخ الصوت لترجمة محتوى البودكاست إلى لغات مختلفة باستخدام صوت صاحب البودكاست. يتضمن آخر هؤلاء الأشخاص الذين ربما فقدوا أصواتهم إمكانية استعادة شعورهم بالفردية من خلال إنشاء نسخة طبق الأصل من أصواتهم عن طريق إدخال تسجيلات لهم وهم يتحدثون قبل أن يفقدوا أصواتهم.
من ناحية أخرى، يُعدّ استنساخ الأصوات أيضًا عرضة لسوء الاستخدام. ومن الأمثلة على ذلك استنساخ أصوات المشاهير والمسؤولين الحكوميين، حيث قد يُصدر الصوت أقوالًا تُثير الجدل رغم عدم ارتباط الشخص نفسه بما قاله.
في إدراك للتهديد الذي يشكله استنساخ الصوت على الخصوصية والمدنية والعمليات الديمقراطية، قامت المؤسسات، بما في ذلك لجنة التجارة الفيدرالية ووزارة العدل الأمريكية ووكالة مشاريع الأبحاث الدفاعية المتقدمة (DARPA) ووزارة التعليم والجامعات والبحث الإيطالية (MIUR)، بالتدخل في حالات استخدام الصوت العميق المختلفة والطرق التي يمكن استخدامها لمكافحتها.

## استخدامات بناءة

### التعليم
يمكن أن يكون الاستنساخ الرقمي مفيدًا في البيئة التعليمية لإنشاء تجربة أكثر غامرة للطلاب. قد يتعلم بعض الطلاب بشكل أفضل من خلال تجربة أكثر تفاعلية، كما أن إنشاء مقاطع فيديو مزيفة يمكن أن يعزز قدرة الطلاب على التعلم. ومن الأمثلة على ذلك إنشاء نسخة رقمية من الشخصيات التاريخية، مثل أبراهام لنكولن، لإظهار المشاكل التي واجهها خلال حياته وكيف تمكن من التغلب عليها. مثال آخر لاستخدام النسخ الرقمية في البيئة التعليمية هو جعل المتحدثين يقومون بإنشاء نسخة رقمية لأنفسهم. قد تواجه مجموعات المناصرة المختلفة مشاكل في الالتزام بالجداول الزمنية أثناء قيامها بجولات في مدارس مختلفة خلال العام. ومع ذلك، من خلال إنشاء نسخ رقمية لأنفسهم، يمكن لنسخهم تقديم الموضوع في أماكن لا تستطيع المجموعة الوصول إليها فعليًا. يمكن أن توفر هذه الفوائد التعليمية للطلاب طريقة جديدة للتعلم بالإضافة إلى إتاحة الوصول لأولئك الذين لم يتمكنوا سابقًا من الوصول إلى الموارد بسبب الظروف البيئية.

### الفنون
على الرغم من أن الاستنساخ الرقمي موجود بالفعل في صناعة الترفيه والفنون منذ فترة من الوقت، إلا أن الذكاء الاصطناعي يمكن أن يوسع بشكل كبير استخدامات هذه التكنولوجيا في الصناعة. يمكن لصناعة السينما أن تخلق المزيد من الممثلين والممثلات الواقعيين للغاية الذين ماتوا. بالإضافة إلى ذلك، يمكن لصناعة الأفلام أيضًا إنشاء نسخ رقمية من مشاهد الأفلام التي قد تتطلب إضافات، مما قد يساعد في خفض تكلفة الإنتاج بشكل كبير. ومع ذلك، فإن الاستنساخ الرقمي وغيره من التقنيات يمكن أن يكون مفيداً للأغراض غير التجارية. على سبيل المثال، يمكن للفنانين أن يكونوا أكثر تعبيرًا إذا كانوا يتطلعون إلى تجميع الصور الرمزية لتكون جزءًا من إنتاج الفيديو الخاص بهم. كما يمكنهم أيضًا إنشاء صور رمزية رقمية لصياغة أعمالهم والمساعدة في صياغة أفكارهم قبل الانتقال إلى العمل النهائي. فقد الممثل فال كيلمر صوته في عام 2014 بعد إجراء عملية جراحية في القصبة الهوائية بسبب إصابته بسرطان الحلق. ومع ذلك، فقد أقام شراكة مع شركة ذكاء اصطناعي أنتجت صوتًا اصطناعيًا يعتمد على تسجيلاته السابقة. مكّن الصوت كيلمر من استعادة دور «رجل الجليد» من فيلم توب غان عام 1986 في فيلم توب غان: مافريك الذي صدر عام 2022.

### الخلود الرقمي
على الرغم من أن الخلود الرقمي [الإنجليزية]
 موجود منذ فترة من الزمن حيث لا تزال حسابات وسائل التواصل الاجتماعي للمتوفين موجودة في الفضاء الإلكتروني، فإن إنشاء استنساخ افتراضي خالد يكتسب معنى جديدًا. من خلال إنشاء نسخة رقمية، لا يمكن للمرء أن يلتقط الوجود البصري لأنفسهم فحسب، بل أيضًا سلوكياتهم، بما في ذلك الشخصية والإدراك. بفضل الخلود الرقمي، يستطيع الإنسان أن يستمر في التفاعل مع تمثيل أحبائه بعد وفاتهم. علاوة على ذلك، يمكن للعائلات أن تتواصل مع تمثيلات أجيال متعددة، وتشكل شجرة عائلة، بمعنى ما، لنقل إرث العائلة إلى الأجيال القادمة، مما يوفر طريقة لنقل التاريخ.

## المخاوف

### أخبار كاذبة
مع غياب اللوائح المنظمة لتقنية التزييف العميق، برزت مخاوف عديدة. من بين مقاطع الفيديو المُقلقة التي قد تُسبب ضررًا، تصوير مسؤولين سياسيين يُظهرون سلوكًا غير لائق، وضباط شرطة يُظهرون وهم يُطلقون النار على رجال سود عُزّل، وجنود يقتلون مدنيين أبرياء، رغم أن هذا قد لا يحدث في الواقع. مع نشر هذه الفيديوهات شديدة الواقعية على الإنترنت، يُصبح من السهل جدًا تضليل الجمهور، مما قد يدفعهم إلى اتخاذ إجراءات، مما يُسهم في هذه الحلقة المفرغة من الضرر غير المبرر. إضافةً إلى ذلك، ومع تزايد الأخبار الكاذبة في الآونة الأخيرة، هناك أيضًا احتمالية لدمج التزييف العميق مع الأخبار الكاذبة. وهذا سيزيد من صعوبة التمييز بين الحقيقي والمزيف. فالمعلومات المرئية قد تكون مقنعة جدًا للعين البشرية، وبالتالي، فإن دمج التزييف العميق مع الأخبار الكاذبة قد يكون له تأثير ضار على المجتمع. ينبغي لشركات التواصل الاجتماعي والمنصات الأخرى وضع قواعد صارمة للأخبار.

### الاستخدام الشخصي
سبب آخر لاستخدام تقنية التزييف العميق بشكل ضار هو أن يقوم شخص ما بتخريب شخص آخر على المستوى الشخصي. مع زيادة إمكانية الوصول إلى التقنيات المستخدمة لإنشاء مقاطع فيديو مزيفة، أصبح المبتزون واللصوص قادرين على استخراج المعلومات الشخصية بسهولة لتحقيق مكاسب مالية وأسباب أخرى من خلال إنشاء مقاطع فيديو لأحباء الضحية يطلبون المساعدة. علاوة على ذلك، يمكن للمجرمين استخدام استنساخ الصوت بشكل خبيث لإجراء مكالمات هاتفية وهمية للضحايا. ستكون المكالمات الهاتفية بنفس الصوت والسلوك الذي يتحدث به الفرد، مما قد يخدع الضحية في إعطاء معلومات خاصة للمجرم دون علمه. وبدلاً من ذلك، قد يقوم ممثل سيئ، على سبيل المثال، بإنشاء مقطع فيديو مزيف لشخص ما يتم فرضه على مقطع فيديو لاستخراج أموال الابتزاز و/أو كعمل من أعمال الانتقام الإباحية.
قد يكون إنتاج مقاطع فيديو مزيفة وتقليد أصوات للاستخدام الشخصي أمرًا بالغ الصعوبة بموجب القانون، نظرًا لعدم وجود أي ضرر تجاري. بل غالبًا ما يكون الضرر نفسيًا وعاطفيًا، مما يُصعّب على المحكمة توفير تعويض له.

### التداعيات الأخلاقية
وعلى الرغم من وجود العديد من المشاكل القانونية التي تنشأ مع تطوير مثل هذه التكنولوجيا، إلا أن هناك أيضًا مشاكل أخلاقية قد لا تحظى بالحماية بموجب التشريعات الحالية. أحد أكبر المشاكل التي تأتي مع استخدام تقنية التزييف العميق واستنساخ الصوت هو احتمال سرقة الهوية. ومع ذلك، من الصعب مقاضاة سرقة الهوية من خلال التزييف العميق لأنه لا توجد حاليًا قوانين خاصة بالتزييف العميق. وعلاوة على ذلك، فإن الأضرار التي يمكن أن يسببها الاستخدام الخبيث للتزييف العميق هي أضرار نفسية وعاطفية أكثر منها مالية، مما يجعل من الصعب توفير علاج لها. يزعم ألين أن الطريقة التي يجب أن يتم بها التعامل مع خصوصية الفرد تشبه الأمر القاطع لكانت [الإنجليزية]
.
وهناك أثر أخلاقي آخر يتمثل في استخدام المعلومات الخاصة والشخصية التي يجب على المرء التخلي عنها من أجل استخدام التكنولوجيا. نظرًا لأن الاستنساخ الرقمي والتزييف العميق واستنساخ الصوت كلها تستخدم خوارزمية التعلم العميق، فكلما زادت المعلومات التي تتلقاها الخوارزمية، كانت النتائج أفضل. ومع ذلك، فإن كل منصة معرضة لخطر خرق البيانات، مما قد يؤدي إلى وصول مجموعات لم يوافق عليها المستخدمون مطلقًا إلى معلومات شخصية للغاية. علاوة على ذلك، تصبح خصوصية ما بعد الوفاة موضع تساؤل عندما يحاول أفراد أسرة أحد الأحباء جمع أكبر قدر ممكن من المعلومات لإنشاء نسخة رقمية من المتوفى دون الحصول على إذن بشأن مقدار المعلومات التي هم على استعداد للتخلي عنها.

## القوانين الحالية في الولايات المتحدة

### قوانين حقوق النشر
في الولايات المتحدة، تتطلب قوانين حقوق النشر نوعًا ما من الأصالة والإبداع من أجل حماية شخصية المؤلف. ومع ذلك، فإن إنشاء نسخة رقمية يعني ببساطة أخذ البيانات الشخصية، مثل الصور والتسجيلات الصوتية وغيرها من المعلومات من أجل إنشاء شخص افتراضي يكون أقرب ما يكون إلى الشخص الحقيقي. في قرار المحكمة العليا في قضية شركة فايست للنشر، ضد شركة خدمات الهاتف الريفية.، أكد القاضي أوكونور على أهمية الأصالة وبعض درجات الإبداع. ومع ذلك، فإن مدى الأصالة والإبداع غير محدد بشكل واضح، مما يخلق منطقة رمادية لقوانين حقوق النشر. إن إنشاء نسخ رقمية لا يتطلب بيانات الشخص فحسب، بل يتطلب أيضًا مدخلات المنشئ حول كيفية تصرف النسخة الرقمية أو تحركها. في قضية مشويركس ضد تويوتا، تم طرح هذا السؤال وذكرت المحكمة أن قوانين حقوق النشر نفسها التي تم إنشاؤها للتصوير الفوتوغرافي يجب تطبيقها على النسخ الرقمية.

### حق الدعاية
مع الافتقار الحالي للتشريعات لحماية الأفراد من الاستخدام الخبيث المحتمل للاستنساخ الرقمي، فإن حق الدعاية قد يكون أفضل طريقة لحماية الفرد في الإطار القانوني. يمنح حق الدعاية، والذي يُشار إليه أيضًا بحقوق الشخصية، الاستقلال للفرد عندما يتعلق الأمر بالتحكم في صوته ومظهره وغير ذلك من الجوانب التي تشكل شخصيته بشكل أساسي في بيئة تجارية. إذا ظهر مقطع فيديو مزيف أو نسخة رقمية منه دون موافقتهم، ويظهر الفرد وهو يتخذ إجراءات أو يدلي بتصريحات خارجة عن شخصيتهم، فيمكنهم اتخاذ إجراءات قانونية بزعم أن ذلك ينتهك حقهم في الدعاية. على الرغم من أن الحق في الدعاية ينص صراحة على أنه يهدف إلى حماية صورة الفرد في إطار تجاري، الأمر الذي يتطلب نوعًا ما من الربح، إلا أن البعض ينص على أنه قد يتم تحديث التشريع لحماية صورة وشخصية أي شخص تقريبًا. وهناك ملاحظة مهمة أخرى وهي أن حق الدعاية لا يتم تنفيذه إلا في دول محددة، وبالتالي قد يكون لدى بعض الدول تفسيرات مختلفة للحق مقارنة بالدول الأخرى.

## التدابير الوقائية

### التنظيم
تُثير النسخ الرقمية والنسخ الرقمية للأفكار إشكاليات قانونية تتعلق بخصوصية البيانات، والموافقة المستنيرة، ومكافحة التمييز، وحقوق الطبع والنشر، وحق النشر. وتحتاج المزيد من الولايات القضائية بشكل عاجل إلى سنّ تشريعات مماثلة للائحة العامة لحماية البيانات في أوروبا، لحماية الأفراد من الاستخدامات غير الأخلاقية والضارة لبياناتهم، ومن التطوير والاستخدام غير المصرح به للنسخ الرقمية للأفكار.

### تكنولوجيا
إحدى طرق تجنب الوقوع ضحيةً لأيٍّ من التقنيات المذكورة أعلاه هي تطوير ذكاء اصطناعي لمواجهة هذه الخوارزميات. هناك بالفعل العديد من الشركات التي طورت ذكاءً اصطناعيًا قادرًا على اكتشاف الصور المُتلاعب بها من خلال تحليل أنماط كل بكسل. من خلال تطبيق منطق مماثل، يحاولون إنشاء برنامج يأخذ كل إطار من مقطع فيديو معين ويحلله بكسلًا بكسلًا من أجل العثور على نمط الفيديو الأصلي وتحديد ما إذا كان قد تم التلاعب به أم لا.
بالإضافة إلى تطوير تكنولوجيا جديدة يمكنها اكتشاف أي عمليات تلاعب بالفيديو، فإن العديد من الباحثين يثيرون أهمية قيام الشركات الخاصة بإنشاء إرشادات أكثر صرامة لحماية الخصوصية الفردية. مع تطور الذكاء الاصطناعي، أصبح من الضروري أن نسأل كيف يؤثر هذا على المجتمع اليوم حيث بدأ يظهر في كل جانب من جوانب المجتمع تقريبًا، بما في ذلك الطب والتعليم والسياسة والاقتصاد. علاوة على ذلك، فإن الذكاء الاصطناعي سيبدأ في الظهور في مختلف جوانب المجتمع، مما يجعل من المهم وجود قوانين تحمي حقوق الإنسان مع سيطرة التكنولوجيا. مع تزايد سيطرة القطاع الخاص على القطاع العام في المجال الرقمي، من المهم وضع لوائح وقوانين صارمة لمنع الشركات الخاصة من استخدام البيانات الشخصية بشكل ضار. بالإضافة إلى ذلك، يجب أن يكون التاريخ السابق لانتهاكات البيانات المختلفة وانتهاكات سياسة الخصوصية بمثابة تحذير لكيفية الوصول إلى المعلومات الشخصية واستخدامها دون موافقة الشخص.

### محو الأمية الرقمية
هناك طريقة أخرى لمنع الضرر الناتج عن هذه التكنولوجيا وهي تثقيف الناس حول إيجابيات وسلبيات الاستنساخ الرقمي. ومن خلال القيام بذلك، فإنه يمكّن كل فرد من اتخاذ قرار عقلاني بناءً على ظروفه الخاصة. علاوة على ذلك، من المهم أيضًا تثقيف الأشخاص حول كيفية حماية المعلومات التي ينشرونها على الإنترنت. من خلال زيادة الثقافة الرقمية لدى الجمهور، يصبح لدى الأشخاص فرصة أكبر لتحديد ما إذا كان مقطع فيديو معين قد تم التلاعب به حيث يمكنهم أن يكونوا أكثر تشككًا في المعلومات التي يجدونها عبر الإنترنت.